# 恋するアナベル
『恋するアナベル』（英：Loving Annabelle）は、2006年製作のアメリカ映画。
日本では、2007年(第16回)東京国際レズビアン&ゲイ映画祭（7月14日）にて初上映された。

## キャスト
- アナベル：エリン・ケリー
- シモーン：ダイアン・ゲイドリー
- コリンズ：ローラ・ブレッケンリッジ
- クリステン：ミシェル・ホーン
- インマコラータ：イレーネ・グラフ
- ミカエル：マーカス・フラナガン
- ハリス：ケヴィン・マッカーシー